# Мамисанта
Мамисанта (осет. Мамысантысых), ранее Мамисантубани (груз. მამისაანთუბანი — Мамисантубани) — село в Закавказье, расположенное в Цхинвальском районе Южной Осетии, де-факто контролирующей его территорию; согласно юрисдикции Грузии — в Горийском муниципалитете

## География
Село находится к юго-востоку от Цхинвала  на левобережье реки Большая Лиахви и к западу от села Прис.

## Население
По переписи 1989 года из 460 жителей грузины составили 50 % (230 чел.), осетины — 47 % (216 чел.). После событий начала 1990-х годов осетинское население было в основном изгнано. По переписи 2002 года (проведённой властями Грузии, контролировавшей часть Цхинвальского района на момент проведения переписи) в селе жило 8 человек, в том числе грузины составили 100 % от всего населения.

## Топографические карты
- Лист Карты Цхинвали-Знаур-Кехви